# Fassett
Fassett est une municipalité du Québec (Canada) située dans la municipalité régionale de comté (MRC) de Papineau, dans la région administrative de l'Outaouais. 

## Toponymie
L'appellation Fassett reprend le nom de la gare ferroviaire du Canadien Pacifique qui est situé dans la municipalité.

## Histoire

### Le village
Au début du XXe siècle, une quarantaine de propriétés sont déjà installées dans ce secteur de l'ancienne seigneurie de La Petite-Nation appelé Notre-Dame-de-Bonsecours et habité par de nombreuses familles pionnières. Le hameau s'organise autour du quai de distribution sur la rivière, du chemin public ou rue principale, de quelques rues transversales et de la voie ferrée; le chemin de fer de la compagnie Canadien Pacifique y passe depuis 1877.

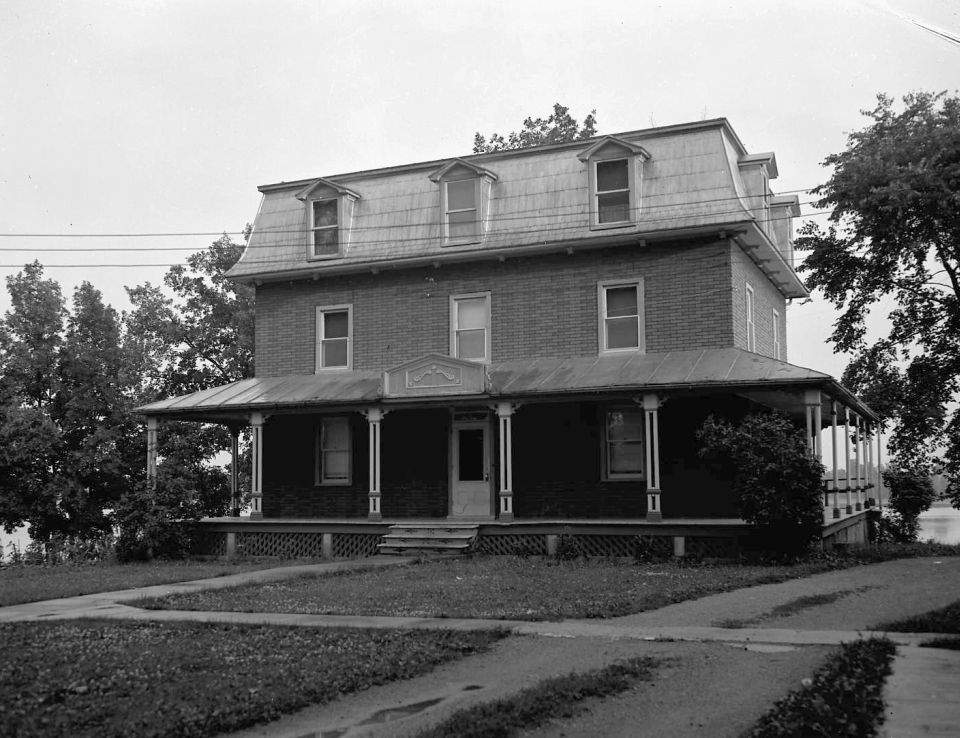
Presbytère de Fassett

En 1905, la scierie et le moulin à bois Haskell débutent leurs opérations au nord de la voie ferrée; la compagnie de téléphone Bell compte une quinzaine d'abonnés dans le village et la gare est équipée d'un télégraphe. Prennent lieu et place assez rapidement cette même année 1905, l'hôtel Racicot situé sur la rue principale et plusieurs maisons de la compagnie sur la rue Pennsylvania, le bureau de poste et l’école en 1906, la chapelle-école et l'usine de la Standard Chemical en 1907, le magasin Haskell Store Company et l'aqueduc en 1908, la chapelle Saint-Fidèle sur la rue principale en 1909, le restaurant Carlson, la chapelle protestante sur la rue Pennsylvania et l'électricité en 1911, le presbytère pour l'arrivée du curé J.M. Guilbeault en 1913, le couvent des Sœurs du Sacré-Cœur-de-Jésus de Saint-Jacut en 1914 (religieuses enseignantes à Fassett de 1914 à 1967) et l’église catholique actuelle en 1918.
Le lieu de culte protestant servit d'école aux anglophones pendant un certain temps; des enfants de Montebello s'y rendaient à pied par la voie ferrée. Beaucoup plus tard, entre 1923 et 1927, deux religieuses catholiques enseignèrent en anglais à Fassett, dans un local qu'on appelait la classe des Polonais, situé tout près de leur couvent, sur la rue Gendron. C'est à l'hiver 1907-1908 qu'est né le club de hockey officiel de Fassett fondé par Sydney Staniforth, le FHC. En 1910, c'est au tour du baseball d'être sponsorisé par la compagnie Fassett Lumber.
Le village vit au rythme des scieries, des commerces et des fermes. Au recensement de 1911, la paroisse Notre-Dame-de-Bonsecours compte plus de 1 600 habitants et en 1921, même amputée de la partie nord de la paroisse depuis 1918, la population s'élève à 1 512 habitants, la plus nombreuse de la Petite-Nation. La rue Lafleur s’appelle d'abord Thayer pour honorer le secrétaire-trésorier de la compagnie Haskell, puis Pennsylvania ou plus familièrement la rue des Américains ou des Anglais — les Staniforth y ont une résidence jusqu'en 1942 — avant qu'on ne lui donne le nom de Lafleur, patronyme d'une famille bâtisseuse de Fassett dont descend directement Guy Lafleur, la vedette de hockey professionnel.

### Les moulins à scie
En 1904, les frères Owens, l'hon. William Owens et son jeune frère Thomas, propriétaires terriens, exploitants forestiers et commerçants de la région, vendent les terres à bois qu’ils possèdent sur la seigneurie de la Petite-Nation, ancienne propriété des Papineau — acquises des descendants de Louis-Joseph Papineau (Amédée Papineau et Napoléon Bourassa, fils et gendre) en 1887 et 1888 pour la somme de 71 000 $ — à l'américain William L. Haskell; celui-ci les cède un mois plus tard à la compagnie Haskell Lumber dont il est le gérant général et l'hon. Fassett, le président.
La famille Fassett est déjà connue des entrepreneurs forestiers des deux côtés de la frontière canado-américaine. En 1796, Jonathan Fassett (1745-1825) de Bennington MA, trisaïeul de Jacob Sloat Fassett, et Philemon Wright (1760-1839), de Woburn — avant qu'il n'émigre à Hull en 1800 et n'en devienne un bâtisseur — avaient transigé ensemble, infructueusement par ailleurs, pour l'achat de terres publiques à coloniser dans les cantons de Hull, Ripon, Grandison et Harrington, selon le système de concessions utilisé sous le régime anglais. Tous les deux étaient originaires de villages voisins au Massachusetts.
En février 1905, William Lawsha Haskell acquiert au cœur du hameau des terres appartenant aux Thomas où s'érigeront la Haskell Lumber Company, la gare et les voies ferrées de la  SR&NR (Salmon River and Northern Railway), l'usine de la Standard Chemical et le Company Dock sur la rivière des Outaouais. Originaire de Ulysses, Pennsylvanie, fils de pasteur baptiste et homme d'affaires, W.L. Haskell s'est installé à Montréal en 1904 — au recensement de 1911, la famille habite Westmount — avec son épouse Ella et leurs fils William Harold et Lewis Clark.
Ce dernier, Lewis Clark Haskell (1883-1950), diplômé de l'Université Colgate dans l'État de New York, devient assistant gérant de la Haskell Lumber Company Limited et du Salmon River & Northern Railway de 1905 à 1908. Il sera ensuite administrateur de compagnies hydro-électriques et de chemins de fer et présidera, en 1923, la  Purchasing Agents’ Association Montreal and District, association fondée avec des collègues en 1919 et affiliée au National Association of Purchasing Agents maintenant connue sous le nom de l’Association canadienne de gestion des achats (ACGA). Cet Américain d'origine sera un des artisans de la création de la compagnie Power Corporation en 1925. À sa mort survenue à Montréal en 1950, le quotidien The Gazette soulignera son parcours professionnel très rempli et son apport communautaire considérable auprès de l'organisme YMCA et ce, durant près de trente ans.
En 1910, la compagnie Haskell est officiellement remplacée par la Fassett Lumber Company Ltd localisée à Fassett dans la paroisse de Notre-Dame-de-Bonsecours. L'incorporation est signée à Montréal le 25 janvier 1910 par John R. Collins, résident de Fassett et gérant. Cet Américain d'origine assure la direction générale de la compagnie jusqu'à l'incendie du moulin le 23 juin 1913. Il est remplacé par Sydney J. Staniforth, fils d'un commerçant forestier de Lachute et de Mont-Tremblant, comptable en poste à Fassett depuis 1907 et assistant-gérant depuis 1911. Celui-ci fait reconstruire le moulin — cette même année 1913 — selon de nouvelles technologies.
La population obtient l'érection de la paroisse Saint-Fidèle de Fassett en 1913 et un nouveau conseil municipal en juin 1918 pour le village de Notre-Dame-de-Bonsecours, récemment amputé de sa partie nord. Après la mort subite de l'hon. Fassett à Vancouver en 1924 au retour d'un voyage aux Philippines et au Japon, Charles Dale, Harold Skelton et Sydney Staniforth se portent acquéreurs et la compagnie devient canadienne sous le nom de Fassett Lumber Corporation dont le siège social est à Montréal. Staniforth en sera le vice-président et le directeur général.

### La diversification
En 1924, les terres à bois ne fournissent plus la matière première. Staniforth déménage le gros des opérations de la Fassett Lumber à Fossmill, dans le parc Algonquin en Ontario; les employés forestiers suivront ou iront travailler pour la compagnie Singer à Thurso. Autour de la Deuxième Guerre mondiale, le village de Fassett est déserté, la Fassett Lumber et la Standard Chemical n'existent plus et les vestiges disparaissent, les uns en 1937, les autres en 1945 alors que Charles Racicot en achète les terrains. La vie communautaire persiste grâce à l'esprit de famille, au sens de l'entrepreneurship de ses habitants et à l'exploitation laitière et agricole qui continue de prospérer.
Un nouveau commerce de bois, la Scierie Gale prend la relève de 1947 à 1953 mais c'est en 1967 que l'exploitation forestière renaît avec la famille Brunet originaire de Lefaivre, sur la rive opposée de l'Outaouais. La Scierie Sylvio Brunet et Fils, une entreprise de sciage, séchage et vente de bois assurera une présence de plusieurs décennies, dans la zone industrielle, à l'entrée est du village.
En 2006, l’entreprise et son parc immobilier deviennent la propriété de Bois Francs DV (pour David Lauzon et Viateur Girard), une compagnie régionale de renommée internationale créée en 1992 qui comptent, en 2010, près de 50 employés. En 2011, Bois Francs DV a fourni près de 18 000 mètres carrés (190 000 pieds carrés) de bois d’ingénierie – certifié FSC – pour envelopper l’intérieur de la salle de musique de la Maison symphonique de Montréal, cette salle de prestige saluée par le milieu musical international. En mai 2023, l’entreprise a remporté un prix Mercador dans la catégorie Leader à l’export pour les régions intermédiaires. 
Génèrent également des emplois à Fassett une trentaine de commerces de services et quelques entreprises telles que Surplus Outaouais, Bois Hobby Lumber et Moto Budget Fassett qui ont pignon sur la rue principale. Le reste de sa population active travaille dans les villes et les villages de la région.

### La paroisse
C’est en 1913, avec l’érection de la paroisse Saint-Fidèle de Fassett (soutenue par les dirigeants de la compagnie Fassett Lumber), que se concrétisent tous les efforts déployés par de fervents catholiques réunis en conseil de fabrique depuis 1907. La première messe dominicale par le curé Chamberland de Montebello est célébrée le 17 novembre 1907 dans la petite chapelle au deuxième étage de l’école du village. Comme ce lieu est trop exigu, la fabrique voit dès lors la nécessité d’un lieu de culte qui puisse rassembler tous les fidèles. Soit, une chapelle en bois sera construite en 1909 sur la rue principale, s’imposant au centre de l’activité commerciale du village naissant.
Encouragée par la ferveur croissante des fidèles, la fabrique envisage très rapidement l’érection d’une paroisse. Le 29 avril 1913, c’est fait! La paroisse est née et le curé nommé! L’abbé Guilbeault résidera à proximité dans une grande maison, avec vue imprenable sur la rivière, que la fabrique a achetée pour servir de presbytère. Les registres débutent le 25 mai 1913 par un baptême suivi d’un mariage le 1er juillet. Très tôt, la chapelle ne suffit plus. La fabrique entreprend des travaux, cette fois pour une église.
Érigée en 1918 selon les plans de l’architecte Charles Brodeur de Hull, l’église Saint-Fidèle aura une allure sobre et solide à l’image de ses paroissiens. En 1921, la paroisse dessert une population de quelque 1 500 âmes. En 1993, le village fêtait en grand le 80e anniversaire de la paroisse. Depuis, nombreuses sont les occasions de participer et de donner. En juin 2010, près de 300 personnes ont participé à la journée d’actions de grâce débutant par la bénédiction de la croix de chemin à l’est du village, datant de 1955 et refaite pour l’occasion, suivie d’une messe et de chants en latin.
Il importe de souligner ici l’apport des bénévoles et la contribution des citoyens œuvrant au sein des divers organismes et de la municipalité. Sans leur dévouement exemplaire et sans cette vie communautaire, la paroisse serait sans doute disparue bien avant 2018. Pour l’instant, l’église et le village font toujours partie du paysage identitaire du territoire de la Petite-Nation.

### La municipalité
Depuis 1805, le territoire sur lequel est érigée la municipalité de Fassett sert de porte d’entrée aux défricheurs de la seigneurie de La Petite-Nation. La route 148 qui longe la rivière des Outaouais suit essentiellement le tracé des routes naturelles empruntées naguère par les Amérindiens, les coureurs des bois et les colons.
Cent ans plus tard, sur l’invitation des bâtisseurs en place, un noyau d’entrepreneurs fonde la compagnie Fassett Lumber, qui devient vite le moteur économique de la région. Des centaines de travailleurs arrivent par la route et par le train et contribuent au développement d’une paroisse reconnue pour son caractère hospitalier et amical. Du même coup, l’hon. Jacob Sloat Fassett, président de la compagnie, sénateur et homme d’affaires américain, laisse son nom au village naissant et l’industrie forestière à la postérité.
Fière de cet héritage et bien installée au pied des Basses-Laurentides, la municipalité de Fassett prépare son avenir. Reliée aux villes environnantes par l’autoroute 50 et la route 148, la municipalité a terminé, au printemps 2012, les améliorations aux infrastructures et aux rues du village.
La montée Fassett sert de relais entre le Québec et l’Ontario, été comme hiver. Est en voie de réalisation, grâce aux efforts des bâtisseurs actuels, un village résidentiel revitalisé avec un accès facile à la rivière, un projet domiciliaire au cœur du village et une zone industrielle bien délimitée assurant à près de six cents citoyens (incluant les villégiateurs) un cadre de vie à la hauteur de leurs aspirations.

#### Chronologie
- 1855 : Constitution de la municipalité de paroisse de Notre-Dame-de-Bonsecours lors du découpage municipal originel du Québec.
- 1878 : Le village de Montebello se détache de celle-ci.
- 1918 : La paroisse de Notre-Dame-de-Bonsecours-Partie-Nord se détache de celle-ci; en 2003, elle devient la municipalité de Notre-Dame-de-Bonsecours.
- 1951 : Notre-Dame-de-Bonsecours change son nom pour municipalité de Fassett
- 1983 : À l'origine dans le comté de Papineau, Fassett est incluse dans la municipalité régionale de comté de Papineau.

## Géographie
Le territoire de Fassett couvre une superficie de 15,5 km2 sur une longueur de 5,2 km sur la route 148. Le village présente deux secteurs aux caractéristiques physiques particulières.
Le secteur nord dans les contreforts des Laurentides — donc sur l'unité de relief du Bouclier canadien — est axé vers la conservation et la mise en valeur de la forêt. On y trouve de fortes pentes et des massifs rocheux. Ces reliefs sont recouverts d'une riche forêt mixte parsemée de petites surfaces d'eau où vivent plusieurs espèces animales dont le renard, l'ours noir, le castor, le cerf de Virginie et l'orignal, une richesse pour la municipalité. Bien que reconnu zone agricole, ce secteur est entièrement recouvert d'une forêt dense et ce couvert forestier représente 20 % de la superficie totale de la municipalité.
Le secteur sud, situé dans la plaine outaouaise, présente des sols argileux, particulièrement adaptés aux grandes cultures. Cette frange appartenant aux basses-terres du Saint-Laurent; c'est un secteur relativement plat caractérisé par de vastes étendues de plaines vallonnées et majoritairement voué à l'agriculture; il est bordé au sud par la rivière des Outaouais et au nord ouest par la rivière Saumon. Cette zone agricole protégée représente 35 % du territoire de la municipalité; elle se prête bien aux grandes cultures intensives et à l'élevage d'animaux. Le noyau villageois se trouve dans la partie sud-ouest de ce secteur.

### Hydrographie
Un seul lac officiel se situe dans Fassett et celui-ci est le lac Creux.

## Toponymie
Le village de Fassett doit son nom actuel à l’homme d'affaires américain, Jacob Sloat Fassett (en)(1853-1924) avocat, politicien, banquier et philanthrope, qui préside dès janvier 1904 aux destinées de la compagnie Haskell Lumber Company Limited dont le siège social était alors à Montebello.
L'hon. Fassett, sénateur républicain de l’État de New-York (district 33) de 1905 à 1911, donne son patronyme au village qui se crée comme l’ont fait ses ancêtres pour les villages de Fassett en Pennsylvanie — son grand-père Philo Fassett (1787-1868) y possédait hôtel, ferme et manufacture à bois en 1832 — et de Sloatsburg dans l'État de New-York— Sloat étant la branche maternelle de Jacob Sloat Fassett. L'ancêtre Patrick Fassett, originaire d'Écosse ou d'Irlande, était arrivé en Nouvelle-Angleterre vers 1650.
Le nom Fassett pour ce secteur de la paroisse Notre-Dame-de-Bonsecours est déjà utilisé pour la station d’abord, la gare ensuite en 1905, le bureau de poste en 1906 et, dans des contrats de vente; même la fabrique inscrit Fassett lors de l'érection de la paroisse Saint-Fidèle de Fassett en 1913. Portant le nom Notre-Dame-de-Bonsecours depuis 1855, ce n'est par ailleurs qu'en 1951 que le conseil municipal régularise la situation et adopte officiellement le nom de municipalité de Fassett, ce qui lui permet alors de se distinguer de la municipalité de Notre-Dame-de-Bonsecours-Partie Nord, en existence de 1918 à 2003.

## Démographie
| 1991 | 1996 | 2001 | 2006 | 2011 | 2016 | 2021 |
| ---- | ---- | ---- | ---- | ---- | ---- | ---- |
| 505  | 500  | 483  | 468  | 451  | 431  | 453  |

### Composition ethnique
À l'origine, l'Outaouais et ses affluents sont peuplés par des membres des Premières Nations, Algonquins ou Anishinabeg et Iroquois ou Mohawks, dont les principales activités étaient la chasse, la pêche, la cueillette, l'agriculture, la foresterie, le commerce, le transport, la construction et le tourisme. Puis des colons français, irlandais, écossais, américains sont arrivés au début du XIXe siècle pour défricher les terres de la seigneurie de La Petite-Nation sous l'ère des Papineau, Joseph et ses fils, Denis-Benjamin et Louis-Joseph.
La région a profité de l’apport humain de tous ces gens d'ici et d'ailleurs - la plupart d’origine européenne - qui ont contribué à l'essor économique de la région, de 1810 à nos jours. Ils ont défriché et cultivé les terres, construit des fermes, nourri et élevé des familles nombreuses, travaillé dans les forêts et les scieries, bâti les routes, les ponts et le chemin de fer (en 1877), implanté des commerces, aidé dans les corvées, organisé la vie communautaire et municipale, érigé Lucerne-en-Québec — le complexe récréatif et touristique créé en 1929 qui a accueilli les Sommets économiques du G7 en 1981 et du G8 en 2007 — connu aujourd’hui sous le nom de Fairmont Le Château Montebello et Pourvoirie Kenauk. Plusieurs de ces bâtisseurs se sont installés dans cette partie du territoire de la Petite-Nation, à Fassett. La plus ancienne maison du village date de 1846.
Ces pionniers ont établi un lien de sol à la région et laissé en souvenir une maison, une grange, un hangar, une terre, une entreprise... un patrimoine bâti. Ils ont tissé des liens de sang, fondé une famille, une branche, une lignée... un patrimoine social. Aujourd’hui, les Fassettois proviennent de tous les continents et continuent de participer au développement économique, social et culturel de la région.

## Administration
Les élections municipales se font en bloc pour le maire et les six conseillers.
| Fassett Maires depuis 2001                                                                                           |                   |                   |          |
| Élection | Maire             | Qualité           | Résultat |
| 2001 | Gilles Fontaine   |                   | Voir     |
| 2005 | Michel Rioux      |                   | Voir     |
| 2009 | Michel Rioux      | Voir              |          |
| 2013 | Michel Rioux      | Voir              |          |
| 2017 | Éric Trépanier    | Décès en fonction | Voir     |
| janv. 2020 | François Clermont |                   | Voir     |
| 2021 | François Clermont | Voir              |          |
| Élection partielle en italique Depuis 2005, les élections sont simultanées dans toutes les municipalités québécoises |                   |                   |          |

## Les bâtisseurs
La municipalité a reconnu ses bâtisseurs en nommant les rues du village en leur honneur. La sélection des noms de rues permet de fixer l’histoire de personnages importants du milieu ou encore de rappeler la contribution humaine remarquable de plusieurs ancêtres ayant pris racine au village.
Au recensement de 1911, quatre noms de rue sont inscrits par le recenseur David Racicot: Kemp, Thomas, du Chemin de fer et de l'église. Deux rues portent ces noms encore de nos jours: Kemp et Thomas; cette dernière a changé de place par ailleurs. Aujourd'hui, les rues s’appellent : Kemp, Thomas (anc. rue de l'église en 1911, Renaud en 1927), Boucher (anc. rue du Dépôt, du Chemin de fer en 1911 ou de la Station en 1927), Lafleur (anc. Thayer, Pennsylvania en 1911, Staniforth en 1927), Millette (de la Traverse en 1911), du Quai (disparue), Gendron (anc. rue Thomas en 1911), Lalonde (familièrement du Rond ou du Parc), Racicot, Charles (prénom de Charles Racicot), Principale (anc. King's Rd, Chemin public ou Provinciale), Montée Fassett (2008), Chemin Prudhomme (2011) et Legris (sur plan seulement). Les détenteurs des patronymes actuels étaient défricheur, forestier, cultivateur, commerçant, maire, maître de poste, enseignant et curé. Huit rues portent leurs noms et leurs descendants résident toujours dans la municipalité. Nous inscrirons petit à petit l'histoire de chacune de ces familles pionnières.
Ce ne sont pas des documents vérifiés et authentifiés jusque dans les moindres détails mais ils servent de point de départ pour quiconque veut écrire sur sa famille et sont rédigés au meilleur de la connaissance et du souvenir des gens ayant appartenu à ces familles ou des personnes qui les ont connues.
Ces textes servent également à expliquer la toponymie soit l’origine d'un nom de lieu ou l'odonymie pour les noms de rue. Nous commencerons par la rue Thomas, et de la famille de Ferdinand Thomas, premier maire de la municipalité en 1918.

### Rue Thomas
Les ancêtres des Thomas de Fassett sont arrivés au début du XVIIIe siècle en provenance de France. Joseph Thomas dit Tranchemontagne (1760-1821) épouse en premières noces à St-Cuthbert en 1786 Marie-Joseph Sylvestre (dont il a une fille Geneviève (v1794-1864) mariée à Rigaud en 1812 à Alexis Brûlé) et en secondes noces, Marie-Anne Dénommé à St-Cuthbert le 26 novembre 1798. De cette deuxième union naîtront 10 enfants qui peupleront d'abord la Petite-Nation, puis le Québec, l’Ontario et les États-Unis.
Joseph est arrivé dans la Petite-Nation vers 1800 pour les débuts de la colonisation de la seigneurie avec Joseph Papineau et d’autres colons comme Couillard et Kinseler; il habite vraisemblablement l’Île Arosen. Signifiant écureuil en mohawk, l’île porte différentes épellations telles qu'Arousen, Arowsen, Aroussin et celle de Île à Roussin officialisé en 1983. Joseph Thomas décède le 20 juillet 1821 sur l’Île Arosen, fief qu’il aurait acquis de Denis-Benjamin Papineau vers 1816. Joseph était pour l’époque un riche propriétaire terrien; en plus de posséder l’Île Arosen et beaucoup de biens, il détenait des terres sur la Côte-du-Front dans cette partie qui deviendra la paroisse Notre-Dame-de-Bonsecours.
Son fils, François-Xavier Thomas dit Tranchemontagne (1801-1880), épouse le 1er août 1827 Marguerite Fortin à Montebello et s'installe dans cette partie de la seigneurie qui deviendra Fassett. Il se bâtit vers 1846, une maison au bord de l’eau — encore là, au 60 rue Principale quoique grandement modifiée — et des bâtiments de ferme aujourd’hui disparus. C'est là que s'est tenu le premier bureau de poste dit Fassett en 1906. Marguerite décède à l’âge de 45 ans en 1853 après lui avoir donné 6 enfants. Leur fils, François-Xavier dit Tranchemontagne (1831-1880) épouse le 3 novembre 1858 Émelie Schetagne à Sainte-Anne-de-Bellevue ; ils vivront dans la maison ancestrale. François-Xavier et Émelie auront 9 enfants.
Ferdinand Thomas (1861-1918), fils aîné de François-Xavier, épouse Annie Corrigan (1868-1933) à Montebello le 25 juillet 1887. Pour faire vivre sa famille, il est agriculteur, exploitant forestier, maître de poste et entrepreneur en construction. C’est d’ailleurs lui qui construit, vers 1910, la grande maison familiale à l’entrée Ouest du village (au 58, rue Principale) qui accueillera le nouveau bureau de poste dont s’occupe son épouse Annie jusqu’à sa mort en 1933. Ferdinand participe activement à la vie municipale et, en juin 1918, il devient maire de la paroisse Notre-Dame-de-Bonsecours (Fassett), nouvellement amputée de la partie Nord. Pour peu de temps car il mourra de la grippe espagnole — contractée probablement dans le port de Montréal où il se rendait régulièrement pour des achats — dans l’exercice de ses fonctions en octobre de la même année.
Du mariage de Ferdinand et Annie Thomas sont nés 11 enfants. Leur fils, Henri Thomas (1895-1985) sera maire de Fassett de 1925 à 1934 alors qu’il habite la maison paternelle. Après leur mariage en 1934, Henri et son épouse Rolande Ménard iront habiter le rang du Front sur la terre ancestrale des Corrigan, le long de la rivière Saumon. Son frère Albert (1889-1965) et son épouse Albina Larocque, mariés en 1914, habitent la maison ancestrale, près de la rivière. En 1936, quelque deux ans après la mort de sa mère Annie, Isabelle Thomas, née en 1911, prend en charge le bureau de poste et ce, jusqu’à sa retraite 40 ans plus tard. Isabelle a vécu dans la maison paternelle jusqu’à la fin de sa vie en 1982. Des membres de la famille ont habité cette maison patrimoniale jusqu'à l'été 2013, moment où elle a accueilli de nouveaux propriétaires.
Sources : Propos de la famille Thomas, Richard et Rachel, été 2006; révisés en mai 2014 et 2018.

### Rue Racicot et rue Charles
Les familles Racicot de la Petite-Nation ont un ancêtre commun, Michel Racicot et son épouse Geneviève Alard; ils vivaient à Saint-Jean dans l’archevêché du Château Gonthier en Anjou. On retrouve leur fils Jacques Racicot dit Léveillé en Nouvelle-France à l’occasion de son mariage le 6 mai 1715 à Québec avec Marie-Jeanne Labbé, fille de Jean et Marie-Anne Faye.
Leur fils Joseph Racicot épouse à Boucherville Françoise Favreau, fille de Joseph et Jeanne Meunier le 29 avril 1748. Ils ont un fils qu’ils appellent aussi Joseph qui se marie le 26 octobre 1778 à Boucherville avec Marguerite Normandin, fille de Louis et Véronique Meunier. Trois fils sont issus de cette union, Étienne, Charles et Jean-Baptiste. Étienne sera le premier à vivre dans la Seigneurie de la Petite-Nation vers 1812; il fait partie de la première vague des colons défricheurs de Joseph Papineau, ses deux frères arrivent plus tard. Ils s’établiront autour de Notre-Dame-de-Bonsecours et de Saint-André-Avellin.
Étienne épouse Josephte Lacoste dit Languedoc le 26 octobre 1812, la même date de mariage que ses parents 36 ans plus tôt. De cette union naîtront 13 enfants. Charles (1819-1890), le 3e enfant d’Étienne, se marie à Montebello en 1836 à Marie-Émilie Marcotte (1818-1897). De cette union naîtront 17 enfants tous nés à Montebello dont Arthémise (née en 1846) qui épouse le 17 août 1866 Hercule Lefaivre (aussi écrit Lefèvre, né en 1846), fondateur de Lefaivre, Ontario, David qui épouse le 14 août 1885 Mary O'Neil et Raphaël (1857-1942) qui se marie le 9 août 1880 avec Angélina Thomas dit Tranchemontagne (née en 1859), fille de Francois-Xavier Thomas et Émelie Schetagne. Attirés par le travail disponible dans les chantiers de bois, ces derniers vivront entre 1891 et 1897 près de Boston dans le Massachusetts où ils ont de la famille. Raphaël et Angélina auront 10 enfants; les 4 derniers naîtront aux États-Unis dont Charles en 1894. La famille de Raphaël reviendra au Canada vers 1897, à Hawkesbury d’abord et vers 1902, à Fassett.
En 1905, Raphaël fait bâtir par son beau-frère Ferdinand Thomas, une maison de pension qui deviendra l’Hôtel Racicot. Charles (1894-1957) travaille d’abord avec son père; il épouse Sophie Daoust (1898-1982) de Lefaivre le 24 septembre 1919. 8 enfants sont issus de ce mariage.
Vers 1930, Charles acquiert le Magasin général Marchessault et le vend aux Parisien en 1936; il y tiendra le bureau de poste de 1934 à 1936, succédant à Annie Thomas (1868-1933) et seul homme maître de poste de 1919 à ce jour. Le bureau de poste reviendra à Isabelle Thomas en août 1936.
En 1937, Charles achète le bureau, les bâtiments et les terres de la Fassett Lumber; il transformera les bureaux en une maison à deux étages, grande et confortable pour accueillir ses huit enfants dont les derniers, des triplés nés en 1938. De 1941 à 1947, Charles sera maire de la municipalité. Après la fermeture de la compagnie Standard Chemical en 1945, il achète la ferme, les bâtiments et la série de six petites maisons au nord de la voie ferrée, où se situe présentement la rue Charles.
Durant tout ce temps et même après la mort de son mari survenue en 1957, Mme Raphaël s’occupe de l’hôtel avec l’aide de son fils Henri (1888-1948). En 1950, Charles achète l’hôtel de sa mère qu’il cède à son fils Yvon en 1951 qui l'opérera jusqu'à sa retraite en 1984.
Les triplés, Jean-Paul, Jean-Yves et Jean-Guy, fils de Charles — entre eux, ils s'appellent Paul, Yves et Guy — vivront sur la ferme familiale de la rue Charles avec leur sœur Georgette (1927-2007). Georgette sera cheffe de gare à Fassett, une dizaine d’années avant la fermeture en 1965, la première femme et peut-être la seule à occuper ce poste dans la région. Sans descendance mâle pour prolonger leur lignée, c’est par les noms de rue Charles et Racicot, que se perpétue le nom de leur père et de leur grand-père, Charles et Raphaël Racicot, bâtisseurs de Fassett.
Sources : Propos de la famille Racicot, Jean-Guy et Jean-Yves, été 2006; révisés en mai et novembre 2018.

### Rue Boucher
Les Boucher d'Amérique descendent des frères Marin et Gaspard Boucher, des Percherons arrivés en Nouvelle-France vers 1612 et 1635 respectivement. Pierre Boucher (1622-1717), fils de Gaspard et de Nicole Lemaire est le plus connu de cette famille. Dès l’âge de 15 ans, Pierre Boucher voyage dans la colonie en compagnie des Jésuites à titre d’interprète qu’on appelle alors truchement; il peut converser avec les Hurons, les Montagnais, les Iroquois et les Algonquins. Il s’établit finalement à Trois-Rivières en 1644; il en devient le gouverneur en 1653. En 1664, il publie en France un ouvrage pour la relance de la Nouvelle-France où il décrira la Petite Nation comme « le plus beau pays qui puisse se voir pour un Pays non-habité ». Il fondera en 1667 Boucherville où il meurt en 1717 à l’âge de 95 ans. Pierre Boucher n'eut pas de descendant de son premier mariage avec la Huronne Marie Ouebadinskoue mais de son union avec Jeanne Crevier en 1652, il aura 15 enfants. Son fils, Pierre-Amable Boucher (1780-1857), cinquième seigneur de Boucherville, était un bon ami de Louis-Joseph Papineau dans les années 1820³.
Les descendants de cette famille Boucher se sont répandus partout en Amérique du Nord et nous en retrouvons sur les terres de la Seigneurie de la Petite-Nation dès le début du XIXe siècle. C’est à la sixième génération que l’ancêtre des Boucher de Fassett — descendants de Marin Boucher (E1589-1671), l’oncle de Pierre Boucher — prend racine dans la dite seigneurie. En effet, le 28 janvier 1828, François-Xavier épouse Lucie Beautron-Major à Montebello. Il est le père d’Xavier né en 1830 qui épouse le 28 juin 1852 Angèle Thomas dit Tranchemontagne. Le couple s’installe vis-à-vis l’actuelle croix de chemin à l’entrée Est du village, sur une terre qui s’étendait du village jusqu’à la montée Boucher et de la rivière des Outaouais à la montagne. Ils ont 11 enfants : François dit France (1853-1924), Jean-Baptiste, Odile (née en 1858), Louis dit Louison, Toussaint père (1863-1954), Hilaire le vieux (1867-1938), Régis (né en 1874), David (né en 1876), Emma, le grand Arthur (né en 1880) et Annie. Selon les besoins, les fils d’Xavier deviendront propriétaires de parties de la terre ancestrale. Agriculteurs, ils vivront des produits de la terre exploitant leurs fermes, leurs forêts et leurs érablières. Avec le temps, la plupart de ces propriétés sont passées en d’autres mains mais des maisons et des bâtiments de ferme ont résisté aux intempéries et rappellent les lieux où ces gens ont vécu.
Les descendants d’Xavier Boucher de Fassett se comptent par centaines dans la Petite-Nation. Nous tenterons d’en nommer quelques-uns qui vivent ou ont vécu à Fassett : Yvon, Angèle, Jean-Gilles et Hector sont les enfants du petit Arthur et petits-enfants d’Xavier, Josée est la fille d’Hector; Murielle, Guylaine et Odette sont les filles d’Ernest, fils de Toussaint père et petits-fils d’Xavier; Huguette est la fille d’Odilon dit Dilon, fils de Hilaire le vieux et petit-fils d’Xavier; Jean-Paul, Roland et Yolande sont les enfants de Hilaire le jeune, petits-enfants de France et arrière-petits-enfants d’Xavier, Micheline dite Mimi est la fille de Donat, leur frère et René, Michel et Pauline sont les enfants de Jean-Paul; Gaston est de fils de Salime, neveu d’Arthur taxi et du petit Arthur et petit-neveu du grand Arthur, petit-fils de Louison et arrière-petit-fils d’Xavier. Par alliance, les familles Bigras, Bisson, Brunet, Campbell, Côté, Cyr, Dallaire, Deslauriers, Desrosiers, Dinel, Gauthier, Gigoux, Giroux, Jolicœur, Labrosse, Ladouceur, Lalonde, Lavergne, Laverrière, Laviolette, Marleau, Martel, Meloche, Racicot, Rousselle et Thomas sont à divers degrés reliées aux Boucher de Fassett. Il en manque peut-être même quelques-uns. Assez imposant n’est-ce pas?
La municipalité de Fassett a reconnu l’apport de cette famille bâtisseuse et rassembleuse dont les membres étaient impliqués dans la communauté — conseil municipal, bibliothèque et associations récréatives et communautaires — en nommant une rue en leur honneur. Cette rue longe la voie ferrée sur la face nord du village et faisait partie des terres ancestrales. La Montée Boucher, qui délimite le village à l’est, fait partie de Grenville-sur-la-Rouge (secteur Pointe-au-Chêne) et tient fort probablement son nom au fait qu'elle traverse l’ancienne terre de Jean-Baptiste Boucher, un des fils de l'ancêtre Xavier.
Sources : Propos de la famille Boucher, Yolande, Huguette, Françoise, Josée, Hector, Yvon, Sr Murielle, été 2006. La citation de Pierre Boucher en 1664 est tirée du livre « Un endroit appelé le premier côté du monde », Jean-Guy Paquin, mars 2020, page 9.
³

### Rue Lafleur
Les Lafleur s’appellent Biroleau dit Lafleur lorsqu’ils arrivent en Nouvelle-France en provenance de Villars en Charente-Maritime, France. L’ancêtre Pierre Biroleau dit Lafleur né vers 1670 épouse Anne Antoinette  Marsan (ou Mercan) Lapierre à Pointe-aux-Trembles en 1700. À cette époque, de père en fils, on défriche des terres pour faire vivre sa famille. Ainsi Michel né en 1764, sera à Pointe-Claire et son fils Michel né en 1789, à St-Eustache; son fils Jean-Baptiste épouse Rosalie Labrosse à Saint-Scholastique en 1823.
On retrouve leur fils Euzèbe Lafleur dit Biroleau inscrit dans les registres de Buckingham où il se marie en 1861 avec Valérie Mallette née vers 1846. Le patronyme Biroleau disparaît dans l’usage par après. Euzèbe travaillera à Buckingham dans l’industrie du bois. Euzèbe et Valérie auront sept enfants: Euzèbe Jr. né en 1865, Léandre en 1873, Georges en 1875, Cyprien en 1880, Amanda en 1881, Édouard en 1882 et Arcidas en 1884.
À partir de 1906, la ville de Buckingham connaît une certaine instabilité sociale, résultat des mouvements ouvriers en faveur de l’organisation syndicale que leur refusent les dirigeants des moulins MacLaren. Ceux qui sont en faveur du syndicalisme — dont font partie Euzèbe, Léandre, Georges et Cyprien — perdront leurs emplois et seront privés d’un rappel à tout jamais, leurs enfants et leurs petits-enfants aussi.
Euzèbe Jr. (1865-1941) et Joséphine Ménard (1868-1937), mariés depuis 1887, leurs enfants et les parents d’Euzèbe quitteront Buckingham en 1911 pour le village de Fassett en pleine expansion avec les compagnies Fassett Lumber et Standard Chemical qui fonctionnent rondement. Deux frères d’Euzèbe, Léandre et Georges et leurs familles suivront; ils travailleront dans la forêt. Certains vivront sur la rue Pennsylvania qui sera connue tout d’abord comme la rue des Américains et qui deviendra plus tard la rue Lafleur pour souligner l’apport de cette famille au développement de Fassett, tant de membres d’une même famille arrivés en même temps.
Euzèbe Jr. et Joséphine Ménard ont 10 enfants, lors du recensement de 1911 à Fassett: Euzèbe né en 1890, Hector en 1892, Léandre en 1894, Priscilia en 1895, Damien né le 9 février 1898, Alfred né le 24 décembre 1899, Émile en 1902, Diana en 1904, Joséphat (Mendoza?) en 1905 et Laurentia en 1900. Mildred naitra en 1913.
Son frère Léandre (1872-1956) et son épouse Victoire Bastien (1872-1957) auront 8 enfants : Aldège né en 1894 et devenu président de la Ste-Thérèse Plywood, Florence en 1897 mariée à Cléophas Poitevin — elle donnait des leçons de piano, de cuir repoussé —, Blanche en 1901, Dianna en 1902, Faldosa en 1904, Rose en 1905, Yvon en 1907 et Wilfrid en 1912.
Son frère Georges (1875-1953) et son épouse Amanda Charron (1884-1946) auront 4 enfants, Cordélia née en 1900, Albina, Léonard (1907-1976) et Roméo (1909-1985). Léonard travaillait pour son cousin Aldège comme surintendant de la Ste-Thérèse Plywood au Témiscamingue; il rentrait à Fassett les fins de semaine. Léonard et son épouse Laura Larche (1914-1994) auront six enfants. Seulement Johane née en 1946 et Manon (1950-2002), morte du cancer du poumon, seront épargnées de l’amyotrophie spinale infantile qui frappera leur frère Gilles (1939-1994), Nicole (1939-1961) et les jumelles Lyne et Liette décédées respectivement à 5 ans et 13 ans. Gilles mourra deux jours après sa mère, parfaitement conscient de son départ car aucune forme d'AS n'entraîne de diminution de l'intelligence; sa sœur Nicole avait appris à lire grâce à la patience de son père qui lui enseignait avec les gros titres des journaux. Johane Lafleur et Guy Labonté auront deux garçons, Éric et Mathieu; Manon et Pierre Racicot, une fille Sonia.
Roméo (1909-1985) et Irène Carrière dit Jemme (1919-1995) de Lefaivre se sont mariés en 1945; ils auront six enfants : Hélène, Denis, Paulette, Alain, Sylvain et Martine. À 14 ans, Roméo — qui détestait l’école — est allé travailler avec son père dans le bois; il est devenu cuisinier dans les chantiers et ce, jusqu’à Sault-Ste-Marie. Lors des tombolas, c’est lui qui s’occupait des fèves au lard qu’il faisait cuire à la Boulangerie Larche toute une nuit. Les trois filles Lafleur, Hélène et son époux Jean-Guy Brunet auront deux enfants, Paulette et Paolo Dumont, deux enfants, Martine et Maurice Louis-Seize, un enfant. Les trois fils de Roméo, Denis et son épouse Diane Boucher auront deux enfants, Alain et Jocelyne Dumont, deux enfants, et Sylvain et Céline Laniel, deux enfants.
Raoul né en 1904, le fils de Cyprien et frère de Georges, ne s’est jamais marié. Il vécut quelque temps chez Roméo, puis en chambre à l’hôtel Racicot où il est d’ailleurs décédé d’une crise cardiaque; il était pêcheur de grenouilles pour vendre les cuisses; on l’appelait Biroleau. Maintenant, on sait que son surnom était un rappel au patronyme original.
Damien dit Diamond (1898-1983), frère de Georges, et son épouse Eva Dallaire originaire de Fassett se sont épousés en novembre 1921; ils eurent sept enfants : Laurence, Armand, Christiane (n. 1925 et mariée à Alcide St-Germain à Thurso en 1945), Liliane, Réjean (1928-1992), Gaetan et André. Ils sont déménagés à Thurso en 1927 alors que la Fassett Lumber s’était déjà déplacée vers Fossmill en Ontario; Damien est allé prendre charge des opérations du chemin de fer Thurso and Nation Valley Railway (TNVR) pour la compagnie Singer à Thurso où il a travaillé jusqu’en 1964; son fils Gaetan assurera la relève. Un autre fils de Damien, Réjean né en 1928, soudeur de son métier, travaillait également pour la Singer qu’il quitta en 1976. C’était le père de Guy Lafleur, la grande vedette de hockey; Réjean est mort en 1992 d’un cancer du poumon qu’on a attribué à la cigarette et aux effets nocifs de la soudure. Réjean et Pierrette Chartrand — fille du fassettois Léo mais née à North Bay en 1931 car son père travaillait à Kiosk — se sont rencontrés alors qu’ils travaillaient tous les deux pour la Singer dans le département du Veneer en 1946 ; ils se sont épousés le 9 juillet 1949 et ont élevé cinq enfants : Suzanne née en 1950, Guy en 1951, Gisèle en 1954, Lise en 1957 et Lucie en 1960. 
Guy est décédé à Montréal le 22 avril 2022 d’un cancer du poumon à l’âge de 70 ans. Il a toujours été très fier de ses origines dans la Petite-Nation et de son enfance à Thurso. C’était également toujours un honneur pour lui avec les gens de Fassett d’évoquer le souvenir de ses ancêtres et de ses grands-parents qui ont vécu à Fassett.
Sources : Propos recueillis en 2007 et 2008 auprès de Denis et Hélène Lafleur de Fassett, Suzanne et Pierrette Lafleur de Thurso, Johane Lafleur de Gatineau et auprès de Guy Lafleur lors d'une visite dans la région en octobre 2006.

### Rue Gendron
En 1950, l’actuelle rue Gendron forme une croix avec la route 8 ─ maintenant la route 148 ─ appelée la rue principale. Comme un phare en haut de la côte, le magasin général éclaire la route à l’ouest du village.
Franco-ontarien originaire de Hammond, Édouard Gendron (1870-1940), boulanger de métier, épouse Delia Lalonde (1878-1963), une maîtresse d’école. De leur union naissent cinq enfants : Charlemagne dit Charlie (1903-1985) marié à Jeanne Kemp (1900-1982), Laurette (1907-2000) mariée à Rodolphe Casavant (1906-1992), Antoinette mariée à Oscar Roussin, chef de gare à Calumet et Plantagenet, Berthe (1911) et Charles-Auguste dit Gus (1909-1981). Édouard frise la cinquantaine quand il achète en décembre 1919, le magasin général de Nelson Chénier; cet ancien hôtelier a tout perdu dans le grand feu de Montebello en 1913 et s’est refait à Fassett une santé financière. Édouard Gendron opère le commerce durant près de vingt ans. En janvier 1938, il cède les rênes à son fils aîné Charlemagne qui était commerçant à Gatineau avant de s’établir à Fassett.
Homme imposant en stature et en autorité, Charlie est dynamique, généreux et actif dans sa communauté. Il sera membre fondateur de la Chambre de commerce de Montebello en 1943, maire de Fassett de 1947 à 1953, trésorier de la Fabrique et organisateur pour le parti libéral durant de nombreuses années. Son commerce ─ boucherie, épicerie, quincaillerie ─ est florissant et son numéro de téléphone, le 256, est connu de tous les abonnés de l’époque, qu’ils soient organisateurs communautaires, politiciens ou dans le besoin d’un coup de pouce. En 1955, il achète la salle municipale qu’il transforme en magasin de meubles, puis en entrepôt qui sera démoli en 1979 pour faire place au casse-croute Le Petit Moulin. Se succèdent comme employés permanents ou occasionnels, Lucien Millette, Julien Fortier, Robert Boucher, Philippe Bigras et dans les plus jeunes, Fernand Meloche, André Prudhomme, Miguël Simard et ses neveux, Jacques et André Gendron.
Son frère Charles-Auguste (1909-1981) est marié à Thérèse Ouimet (1915-1994) née à Treadwell (Ontario). Ils ont deux fils, Jacques et André, et trois filles, Berthe, Denise et Francine. La famille a toujours vécu à Montréal. Charles-Auguste est policier à la ville durant 32 ans et Thérèse est ouvrière dans une manufacture de réglisse. Ils passent tous les étés en villégiature à Fassett, heureux dans leur chalet en papier brique au bord de l’eau (28 rue Principale). Les deux fils travaillent au magasin de leur oncle Charlie qui commandite avec plaisir tous les tournois de tennis que ses neveux et nièces et leurs amis organisent. Les mercredis après-midi, congé des commerçants de la région, Charlie les amène à son chalet du Lac Doré pour l’aider dans de menus travaux, sans leur dire expressément. Avant le retour, en récompense, il leur servait un souper à leur goût, cuisiné sur le poêle à bois. Frites, hot dog, hamburger ou spaghetti, un régal pour ces jeunes !
Charlie est un redoutable adversaire au tennis bien qu’il se déplace en boitant, à la suite d'une poliomyélite vécue à l’âge de deux ans. Son couteau est impressionnant aux dires de son neveu Jacques. Toujours prêt à aider les jeunes qui s’impliquent dans la communauté, il fournit les balles de tennis à la tonne pourrait-on dire. Charlie est aussi le maître d’œuvre de la Tombola qui attire les gens des kilomètres à la ronde et ce, au profit de la Fabrique. Marguillier et trésorier, il en connait les besoins.
En 1985, après 21 années au service de la compagnie American Air Filter, Jacques Gendron déménage à Fassett et à sa façon, prendra la relève de son oncle Charlie. Durant près d’une trentaine d’années, Jacques sera marguillier et trésorier de la fabrique de la paroisse St-Fidèle (voir Église de Fassett). Avec son épouse Lise Laflamme, il s’occupera du mouvement des Optimistes de Fassett dont il sera le secrétaire-trésorier et membre honoraire jusqu’à sa dissolution en 2012. En 2000, sa sœur Francine Gendron (1951-2016), une enseignante à la retraite, choisira de vivre à Fassett et se joindra au groupe des bénévoles comme téléphoniste auprès des Optimistes. Ainsi, quelques décennies après le départ de Charlie alias Charlemagne, la famille Gendron sera toujours impliquée socialement.
Pour les amateurs de généalogie, les Gendron de Montebello font partie de la parenté. Charlie, Gus et Gaston Gendron étaient cousins germains. Gaston, né à Bourget et installé dans la région vers 1947, est le fils de Zoé Hurtubise et de Léon Gendron, le frère d’Édouard et il est le père d’Alain, de Lise, de Jocelyne et de Charles, le musicien et animateur bien connu de Montebello.
Pour reconnaître l’importance de l’implication sociale de Charlemagne Gendron, la municipalité votait dans les années 1970 une résolution afin que la rue de la mairie, à la croisée de la rue Principale, porte le nom de Gendron. Et ce, sans savoir que la descendance continuerait durant plusieurs décennies à servir sa communauté.
Sources : Propos recueillis en juillet 2009 auprès de Jacques et Francine Gendron de Fassett et de Daniel Casavant et Jocelyne Gendron de Montebello; révisés en mai 2018.

### Rue Kemp
John Alexander Kemp, père de la lignée des Kemp de la Petite-Nation arrive d’Inverness en Écosse vers 1857 avec ses deux sœurs Margaret et Mary. John Alexander (1840-1897) a 17 ans quand il arrive au pays; il parle le celtique gaélique. Il épouse Ellen Corrigan (1844-1897) à Montebello, fille de l’Irlandais Matthew Corrigan (1818-1878). Il achète en 1861 de Dennis O’Neil, son beau-frère et le mari de sa sœur Margaret, une ancienne propriété d’Auguste Cyrille Papineau (1828-1915), fils de Denis-Benjamin de Papineauville.
John Alexander meurt noyé devant chez lui dans la rivière des Outaouais, en novembre 1897, un mois après son épouse décédée d’un cancer à l’Hôpital Notre-Dame de Montréal. Ils sont inhumés au cimetière de Montebello. Ils ont eu plusieurs enfants mais seuls deux fils ont survécu : Alexander né en 1866 et John Jr. en 1869. Les deux frères travaillent ensemble quelque temps au port de Montréal puis Alec revient à la ferme familiale alors que John reste à Montréal.
Alexander (1866-1946) plus connu sous le nom d’Alec, épouse à Lefaivre le 9 janvier 1893, Clarinda Thomas (1866-1953), sœur de Ferdinand Thomas. Ils vivront sur la ferme ancestrale de Notre-Dame-de-Bonsecours et auront 12 enfants : John Alexander (1895), Collin (1896-1973), Julia Gracia (1897-1990), Yvonne (1898), Oscar (fleuriste en Abitibi), Jeanne (1900-1982) mariée à Charlemagne Gendron de Fassett, William (1902-1991), Allan (1904-1991), Edmée (d. 1997), Harry (1911-1959), Guerty (1914) et Elsie (d. 1998).
À l’été 1896, Alec va à Montréal chercher John Clarck dit Johnny, un « British Home Children » (BHC) Écossais d'origine, arrivé le 7 juin 1896 à Montréal sur le Sardinian, un navire provenant de Liverpool, en Angleterre. Il faisait partie d’un groupe de 48 enfants logés dans une maison d’adoption et de jeunes travailleurs et travailleuses en transit. Alec et lui prendront le train pour Fassett et ainsi commencera pour Johnny une nouvelle vie comme employé de ferme à Notre-Dame-de-Bonsecours. À 9 ans, il sera considéré comme l'aîné de cette nombreuse famille en devenir qui comptait déjà deux enfants. Élevé dans la foi catholique, Johnny restera toujours près d'Yvonne qu'il accompagnait régulièrement à la messe. Peu de détails sont connus sur sa famille d’origine; timide et réservé, sa vie fut sans histoire. Au recensement de 1901, on le déclare né en 1889 de date inconnue et domestique pour emploi. Au recensement de 1911, on inscrit : né en janvier 1891, âgé de vingt ans et fils adopté. Il est mort célibataire et sur la pierre tombale d'Alec Kemp dans le cimetière Saint-Fidèle de Fassett, on peut lire son nom parmi les membres de la famille 1887 John Clarck 1963.
Alec sera maire de Notre-Dame-de-Bonsecours de 1910 à 1917 alors que sont en pleine croissance la Fassett Lumber et la Standard Chemical; il meurt en 1946 à 80 ans.
La maison ancestrale des Kemp sera longtemps connue sous le nom de la maison du Chanoine. Ordonné prêtre en 1929, le Chanoine Allen servira à L'Orignal, à Hull et à l’Archevêché d’Ottawa avant de faire partie de l’armée canadienne comme aumônier militaire en Europe de 1940 à 1945. Il retourne à l’Archevêché après et sera nommé curé de Vankleek Hill en 1952.
À sa retraite, il ira vivre avec ses sœurs célibataires Elsie et Yvonne dans la maison ancestrale. Devenue veuve, Edmée, la plus jeune des filles, viendra vivre dans la maison ancestrale avec son frère et ses sœurs; elle mourra tragiquement le 4 mai 1997 en traversant la route devant la maison. À la mort d’Elsie en février 1998, le fils d’Edmée, Allen McDonald, achète la succession et vend les terrains au bord de l’eau. La maison sera vendue en août 2001.
Les Kemp de Fassett
William alias Willy ou Ti-Bill (1902-1991) épouse Annette Villemaire (née en 1907) et travaille quelque temps sur la ferme ancestrale dont hérite finalement son frère Collin. Willy reçoit en héritage de son père la maison de la rue Kemp qui porte ce nom en l’honneur de cette famille de pionniers. Il travaille à la Standard Chemical, puis au moulin Gale avant d’être embauché par le Seigniory Club vers 1950; il sera guide de chasse et de pêche au Lac Commandant (maintenant le domaine Kenauk) et responsable de la marina. Deux enfants sont issus de cette union: Donald (né en 1939) et Hélène (1941-1960) mariée à Bernard Lyons. Hélène mourra après la naissance de son fils Marc.
Donald se marie en 1961 à Monique Vaillant (1942-2006). Ils emménagent dans l’ancienne école St-Benoît (au 16 rue Lafleur) vers 1963. Donald Kemp commence comme peintre au Seigniory Club en 1966, maintenant le Château Montebello. Trois enfants sont issus de cette union, les jumeaux Pierre et Richard, une fille, Hélène et 3 petits-enfants qui représentent la sixième génération des Kemp dans la Petite-Nation. Donald et Pierre habitent toujours Fassett. Richard Kemp, frère jumeau de Pierre, habite Papineauville.
Les Kemp de Notre-Dame-de-Bonsecours
John Jr. (1869-1938) épouse à Lefaivre le 2 avril 1894, Anysie Lalonde (1876-1962), fille de Olivier et Mathilde Daoust. Il achète la ferme de la Côte du Front dont s’occuperont surtout sa femme et ses fils pendant qu’il travaillait au Port de Montréal et vivait dans une maison à loyers qu’il possédait sur la rue Fullum. Ils auront sept enfants, Albert (1901-1928) tué à motocyclette, Henry, Hervé (1904-1958), Mina, Guerty (1907-1914), Pearl (institutrice mariée à Aristide Fournier de Ferland, Sask.), Walter (1912-1978) et Christine (1915-1915).
John souffrait d’emphysème, héritage de son travail comme débardeur et peseur de grain dans les silos du Port de Montréal. Toutes les fois qu’il rentrait de Montréal par le train du CPR, le conducteur de la locomotive ralentissait sur le pont de la Saumon et John débarquait devant la maison familiale de la Côte-du-front, située juste à côté de la voie ferrée. C'était une faveur que lui faisaient les conducteurs qu’il côtoyait dans le port. Il meurt à Montréal à 69 ans en 1938. Cette fois, une dernière faveur sera accordée à la famille; le train s'arrêtera au pont de la Saumon et ses proches seront sur place pour accueillir sa dépouille. Son épouse Anysie lui survivra jusqu’en 1962 et mourra à Montréal entourée des siens.
Héritier de la ferme paternelle de la Côte-du-Front, Hervé épouse Germaine Lefaivre (1910-2001); ils auront 4 enfants, Albert (né en 1930), Rolande (1932-2003), Éric (1934) et Hélène (1940). Leur maison passe au feu le soir de Noël 1933 mais sera reconstruite au même endroit en 1934. Éric, alors travailleur de la construction à Montréal, revient dans la région en 1958, à la mort de son père Hervé surnommé Ti-Zou car il avait été Zouave pontifical à Montréal ; il prend en charge la ferme paternelle avec son épouse Micheline Dupuis. Ils auront 7 enfants : Thérèse (née en 1959), Linda (1960), Ginette (1962), Alain (1963), France (1967), Denis (1971) et le cadet Charles (1975) qui habite Montebello et 16 petits-enfants qui représentent une autre tige de la sixième génération des Kemp dans la Petite-Nation.

### Rue Legris (sur plan seulement)
La plupart des Legris d’Amérique sont des descendants de Guillaume Legris de Paris. Ses trois fils, Jean Legris dit Lépine, Claude et Adrien sont débarqués à Québec en 1680. Attirés par le travail disponible à l’extérieur de la ville et sur les seigneuries, les uns ont cultivé les terres de la région de Louiseville et de Terrebonne; d’autres ont émigré vers l'Outaouais pour le bois. Certains ont vécu à Montréal et d’autres sont partis à la conquête d’horizons nouveaux aux États-Unis, en Illinois, au Kansas et au Montana entre autres.
C’est vers 1835, à la sixième génération, qu'Antoine Legris, de la lignée d’Adrien et fils d’Antoine Legris de Saint–François-de-Sales, immigre dans la Petite Nation. Ses deux frères, Édouard et Pierre, viendront plus tard, vers 1860, et s'installeront à Saint-André-Avellin.
Antoine est menuisier et habite Saint-Vincent-de-Paul à son mariage en 1821 avec Marie Josephte Gingras. Il s’installe avec sa famille à Notre-Dame-de-Bonsecours-de-la-Petite-Nation, dans la Côte-du-front en 1836; sept enfants sont nés de cette union entre 1822 et 1839. Leur premier fils Théophile — instituteur à Montebello en 1847 et décédé en 1848 à l’âge de 26 ans — donnera la lignée de Legris établie à Fassett. À cette époque, Antoine est syndic et commissaire pour les petites causes de la paroisse; il entretient de bons rapports avec le seigneur Louis Joseph Papineau. Qu’importe, c’est en mai 1853, et sans doute pour améliorer son sort, qu’Antoine et plusieurs membres de sa famille quittent définitivement la Petite-Nation pour l’Illinois.
Théophile l’instituteur aura trois fils: Télesphore (v.1843-1906), contremaître dans les chantiers, Théophile fils (1846-1910) et Louis Joseph Théodore (1848-1921). Ces deux derniers seront fermiers à Fassett. Théophile fils (1846-1910) épouse en 1871 Éléonore Gervais qui meurt en 1882. De cette union naissent 8 enfants: Onésiphore, Élodie, Éléonore, Eugène, Delphine, Julie-Marie (dite Eugénie), Célina et Isidore. De sa deuxième union à Célina, la sœur d’Éléonore, naissent 12 enfants entre 1883 et 1900: Henri-Théodore, Gertrude, Venance, Omer, Ephrem, Éphrem-Éloi, Élizabeth, Ida, Théophile, Éloi-Joseph, Florence et Antoine.
Louis Joseph Théodore dit Joseph, ainsi nommé en l’honneur de ses parrain et marraine, le seigneur Louis Joseph Papineau et son épouse Julie — celle-ci compte des Legris dans son arbre généalogique —, épouse à Montebello en mars 1878 Delphine Gervais (1850 -1899). Ils ont 9 enfants de 1878 à 1894: Isaïe, Théodore dit Todore père de Osias dit le Zig, Marie-Louise (n.1882, m. Pierre Quesnel 1901), Édouard le prospecteur — inhumé en Alaska même si son nom figure sur la pierre tombale des Legris au cimetière de Montebello —, Joseph, Émile, Delphine Joséphine, Alfred et Agnès. Alfred (1892-1967) épouse Alexina Lalonde le 21 janvier 1915 à Lefaivre et de cette union naissent 5 enfants : Antonio dit Tonio, Léo, Jeanne, Annette et Noël (1925-2010). Jeanne habite présentement l’ancien couvent de Montebello; certains de leurs enfants habitent toujours Fassett.
Jeanne, née en 1918, épouse le 14 juillet 1951 à Fassett, Réal Beauchamp (1918-1997), enseignant et directeur de l'école St-Benoit, la première école de garçons; avant, elle était logée au sous-sol de l’église et brièvement par la suite dans une maison de la rue Gendron. Jeanne débute dans l’enseignement à Saint-Philippe puis elle enseigne à l’école de rang de Fassett jusqu’en 1953. Jeanne fut remplacée par Ruby Legris née Quesnel, épouse du cousin Léopold Legris de Montebello. Jeanne et Réal Beauchamp eurent trois fils : Marcel et Michel, tous deux décédés, et Bernard. Celui-ci ainsi que son fils Mathieu demeurent à Fassett. À la mort de son mari, Jeanne s’installe à Montebello, près de son frère Noël. Noël, le benjamin né en 1925, épouse Rose-Anna Chartrand le 1er juillet 1950 à Fassett. Ils auront 9 enfants nés entre 1951 et 1969: Christiane, André — décédé en 1994—, Nicole, Yves, Lise, Marc, Jacques, Sylvie et Chantal.
C’est pour Alfred dit Fred Legris, maire de Fassett de 1953 à 1965, que le nom Legris est réservé au cadastre municipal pour la rue à l’est de la rue Racicot. Durant sa vie active, il fut également commissaire d’école, marguiller, conseiller municipal et organisateur de comté pour l’Union Nationale. Pendant son 2e mandat, il obtint l’octroi pour la construction de la nouvelle salle municipale qui débute en décembre 1959. Roméo Lorrain, député conservateur de Papineau et ministre des Travaux publics dans les cabinets Duplessis, Sauvé et Barrette entre 1944 et 1960, avait trois organisateurs de comté dans Fassett : les cousins Charles et Lucien Racicot, et Alfred Legris, père de Noël.
Alfred aura une fin tragique quelque deux ans après son dernier mandat. Il est frappé mortellement le 12 avril 1967 par une automobile en dépassement alors qu’il traverse à pied la route 148. Son fils André, quelque trente ans plus tard, sera tué au même endroit alors qu’il s’engage à la brunante pour traverser la route 148 au volant de son Quad. Une croix de cèdre érigée en 2005 par la famille de Noël Legris — fils d’Alfred et père d’André — et leurs amis, se dresse devant la maison familiale pour nous y faire penser.
Sources : Propos de Noël Legris et de Bernard Beauchamp, été 2009

### Montée Fassett (2008)
La montée, qui sert d'accès à l'autoroute 50, reçoit l'appellation Fassett en 1974 pour identifier rapidement sur plan cette bretelle d'autoroute dans Fassett et ce, en vue des préparatifs à sa construction qui débutera finalement en 2006. Ce n'est qu'en 2008 que le conseil municipal adopte officiellement le nom Montée Fassett afin de souligner l'apport de la compagnie Fassett Lumber à la vocation forestière du village au début du XXe siècle. La Montée Fassett fait référence à la municipalité de Fassett, à la compagnie Fassett Lumber et à l'hon. Jacob Sloat Fassett (1853-1924) — sénateur républicain américain qui en fut le président entre 1904 et 1924 — puisque cette voie de communication traverse le secteur de la municipalité où étaient situés les terrains de la compagnie.

### Chemin Prudhomme (2011)
Deux familles Prud’homme font partie des propriétaires de fermes longeant le chemin de la desserte de l'autoroute 50. Plusieurs membres de la famille Prudhomme furent et sont toujours actifs au sein de la communauté.
Télesphore Prudhomme (1890-1948) et Anna Boivin se sont épousés le 30 septembre 1919 à Saint-Sixte. Ils venaient de la région de Lochaber où Télesphore était cultivateur tout comme son père Cléophas (n. 1852) et ses frères, Armand, Jean-Baptiste, Joseph, Olier, Adrien, Edmond, Aimé et Charles-Henri, nés entre 1884 et 1906. Il y aura cinq filles nées entre 1887 et 1902 : Amandine, Clara, Marie Louise, Hermine et Antoinette.
Télesphore et Anna Prudhomme s’installent à Fassett en 1937, à l’est du village sur une terre qui s’étend de la rivière à la montagne. Leur survivront, Alphonse, Donald, Arthur, Gérard, Henri, Jean-Paul, Fernand, Yvonne, Antoinette, Madeleine et Marie-Marthe. La plupart des enfants et des petits-enfants du couple habitent le village.
Gérard Prud’homme, cultivateur, commence dans les années 1960 le camping des Prud’homme comme on l’appelait alors, sur le bord de la rivière. En 2003, le camping est vendu et le nom changé pour Étoile de Fassett.
Les frères Alphonse et Fernand Prud’homme s’associent en 1940 dans une petite entreprise de coulage de ciment qui deviendra Ciments Prud’homme, au 260 rue Principale. Leur frère Arthur en devient propriétaire vers 1970 et dix ans plus tard, son fils Viateur. En 2007, quatre frères, Viateur, Serge, Marcel et René, construisent, à l’emplacement même de la maison ancestrale de Télesphore, le Marché aux Pignons rouges, boutique-cuisine des produits-maison Les petites douceurs de Carmen et des articles faits main par Carmen, cuisinière et artisane secondée par son mari Viateur. La boutique-cuisine fermera ses portes en décembre 2019 après avoir opéré durant douze ans.
Jean-Paul dit John Prud’homme et son fils Jean-Pierre fondent la compagnie Papineau Métal en 1972 localisée au 241 rue Principale. Depuis 1992, la compagnie s’appelle Surplus Outaouais.
Une autre branche de la famille Prud’homme s’est également distinguée dans Fassett. Il s’agit de Bruno Prud’homme, originaire de Plaisance, fils unique de Jean Baptiste et de son épouse Clara Beaudry originaire de l’Ontario, petit-fils de Cléophas et neveu de Télesphore. Bruno est arrivé à Fassett vers 1949 avec son épouse Jacqueline Séguin qu’il a épousée à Hull le 3 juillet 1943. Machiniste de formation, c’est à la Canadian Refractories de Marelan qu’il a travaillé le plus longtemps. 10 enfants sont issus de cette union : Jean-Guy, Rock, Pierre, Jacques, André, Paulette, Marguerite, Cécile, Thérèse et Monique. Bruno sera maire de Fassett du 20 mai 1965 au 12 novembre 1975. À son tour, Jean-Guy (d. 2018), fils aîné de Bruno, fut très actif au sein des loisirs de la municipalité et de sa communauté paroissiale.
La voie de service, sur le versant nord de l’autoroute 50, entre la Montée Fassett et la Montée Boucher, est entrée en activité au printemps 2011.
Sources : Propos des familles Prud’homme, été 2012, révisés en mai 2018.

## Patrimoine bâti
La plus ancienne maison du village sise au 60 rue Principale date de 1846 et appartenait à François-Xavier Thomas dit Tranchemontagne, la plus ancienne grange au 456 rue Principale fut bâtie vers 1875 par François dit France Boucher et le titre de la plus ancienne école de la Petite-Nation — encore debout mais à l'abandon — revient à l'école de rang érigée vers 1908 au 338 rue Principale. Dans le village, de nombreuses maisons sur la rue Lafleur datent de 1905, année où le hameau subissait un boom économique avec la venue du moulin et de la scierie de la Haskell Lumber Company que présidait Jacob Sloat Fassett. Plusieurs bâtiments de ferme sont plus que centenaires. Toutes ces propriétés sont privées. Par ailleurs, vous trouverez ici la petite histoire de cinq emplacements témoignant en faveur d'un patrimoine bâti qui se remarque facilement.

### L’église Saint-Fidèle

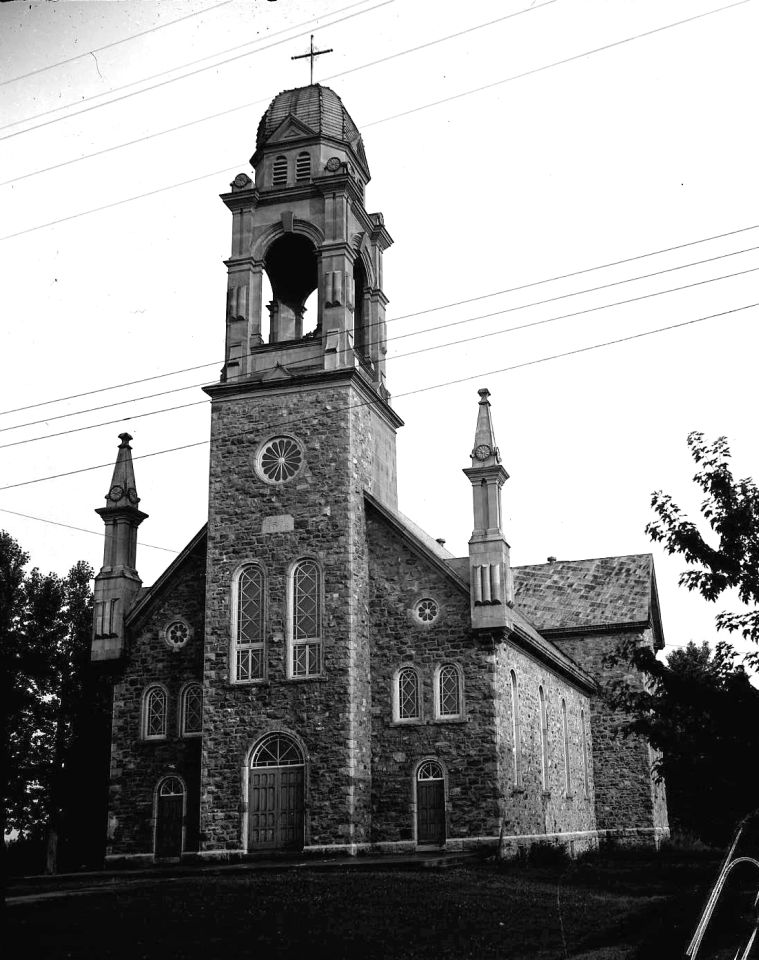
Église Saint-Fidèle

L’église Saint-Fidèle de Fassett fut érigée en 1918 par les entrepreneurs Lalonde et Lépine de Saint-André-d'Argenteuil selon les plans de l’architecte Charles Brodeur de Hull pour la somme de 33 850 $. La charpenterie fut exécutée par Louis Dion et la maçonnerie par messieurs Pilon et Saumure. Sise en plein cœur du village, l’église dessert, en 1921, une population de quelque 1 500 personnes. Où que l’on soit dans le village, sur la rivière ou dans les champs, le clocher se dresse, bien en vue, haut et fier sur la rue principale.
Déjà en 1907, une chapelle-école construite sur le site actuel de l’école Saint-Fidèle dispensait le culte religieux alors assuré par le curé Chamberland de Montebello qui y prononce la première messe le 17 novembre. En 1908, la fabrique acquiert un terrain du moulin Haskell – actuellement au 81 rue Principale – au coût de 400 $, contrat signé chez le notaire Mackay.
La chapelle en bois peinte en blanc de 65 pieds par 35 pieds, (80 pieds par 40 pieds selon Mgr Chamberland) sera bâtie par Édouard et John Prévost aux coûts de 2 600 $. La chapelle est consacrée le 30 mars 1909 par Monseigneur Routhier. Le curé Chamberland continue de donner le service religieux. La fabrique obtient l’ancienne cloche de 620 livres de l’église de Montebello quand celle-ci acquiert son nouveau carillon composé de quatre cloches.
Le 29 avril 1913 voit l’arrivée d’un curé pour la paroisse nouvellement érigée, l’abbé J.-M. Guilbeault qui demeurera à Fassett jusqu’en 1924. Pour bien le loger, la fabrique achète le terrain et la grande maison au bord de l'eau (actuellement au 66 rue Principale) ayant appartenu à Wilhelm Carlson pour 3 000 $. Selon les registres de la paroisse, le curé chante la première messe le 24 mai 1913 et le lendemain, il baptise la petite Marie Élodie Labrosse. Le 1er juillet 1913, il célèbre le premier mariage de la paroisse entre Bernadette (dite Berthe) Thomas de Montebello et Arthur Boucher de Fassett.
Très rapidement, les fidèles se sentiront à l’étroit dans la petite chapelle - qui deviendra une salle paroissiale puis le magasin de meubles Gendron avant d’être démolie en 1979 - puisque selon le vœu de Mgr Charles-Hugues Gauthier, archevêque du diocèse d'Ottawa, la paroisse Saint-Fidèle de Fassett dessert également la mission de Pointe-au-Chêne. En janvier 1916, Mgr Gauthier donne la permission à la fabrique d’édifier une église sur le terrain du presbytère, non loin du bureau de poste (au 58 rue Principale). Entre les deux, l'ancienne maison de Pierre Huneault (actuellement le 64 Principale), maire de Notre-Dame-de-Bonsecours de 1921 à 1924. En bloc de pierre grise semblable à l'église et sise à ses côtés, la maison du maire Huneault – datant de 1916, année de son arrivée au village – passe souvent pour le presbytère de la paroisse.
La construction de l’église Saint-Fidèle commence en 1917 et se termine au printemps 1919; elle sera bénie le 1er juin 1919 par Mgr Gauthier. L'église aura une allure sobre et solide à l’image de ses paroissiens. Elle mesure 156 pieds de long, 50 pieds de haut et 50 pieds de large et peut contenir plus de 300 personnes; elle est en forme de croix latine, le chœur en saillie et l’abside en hémicycle. La toiture est recouverte de tôle à la canadienne, les murs extérieurs sont en pierres taillées provenant d’une carrière dans la montagne – et charriées par Régis Boucher et plusieurs autres villageois– les murs intérieurs et les plafonds en plâtre, les bancs en merisier et les vestiaires de la sacristie en frêne. Le projet est exigeant financièrement. En 1925, à peine six ans après la fin de la construction, la fabrique compte une dette de 63 000 $ qui sera finalement épongée par le diocèse. La fabrique achète un harmonium en 1929.
Lors du renouveau liturgique des années 1950, la décoration intérieure subira quelques changements et d’autres plus importants après le concile Vatican II vers la fin des années 1960, sous la direction de l’abbé Jacques Carrière. L’autel sera modifié pour faire face à l’auditoire et la Sainte Table sera amputée de ses portes; le plancher du chœur sera recouvert de tapis et le plancher de bois franc de l’allée centrale de linoléum; les plafonds, murs et colonnes seront peints en utilisant le trompe-l’œil. La chaire en fer forgé disparaîtra et des statues seront enlevées et vendues. Les fidèles bénéficieront d'un nouvel éclairage, de ventilateurs au plafond, de projecteurs et d'un tableau-indicateur à l'extérieur.
Fermeture de l’église et de la paroisse
En 2000, la sacristie est convertie en salle de culte les samedis soir d’hiver pour accommoder la cinquantaine de fidèles de Fassett et des environs qui assistent à la messe. Par souci d’économie sur les réparations réclamées par la compagnie d’assurances, le jubé ferme à l’été 2005. En raison de modifications démographiques et économiques, l’église fermera complètement le 31 décembre 2016 non sans avoir reçu les fidèles pour une dernière messe de Noël le 24 décembre 2016. La paroisse Saint-Fidèle de Fassett fut dissoute par un décret signé le 2 avril 2018 et rattachée à la paroisse Notre-Dame-de-Bonsecours à Montebello. La propriété, transférée à l’Archidiocèse de Gatineau, a trouvé un acquéreur en mai 2019 et depuis, les lieux sont occupés par une entreprise d’ébénisterie dont le propriétaire, Joseph Patrick Faubert vient d’une famille d’ébéniste depuis quatre générations. Il semble que cela a bien plu à Mgr Paul-André Durocher, archevêque de Gatineau, dont le père, décédé en 2018, était menuisier à Hawkesbury. Comme le souligne le propriétaire, saint Joseph était lui-même charpentier. 
Le passage du derecho le 21 mai 2022
Des vents violents ont envahi toute la région de l’Outaouais et secoué le village de Fassett. L'église Saint-Fidèle  en a perdu son clocher et un clocheton projetés au sol par la force du vent. La cloche de 620 livres est disparue mystérieusement ce soir-là. Elle réapparaîtra dans la nuit du 5 aout 2022 au bord de l’autoroute à la suite d’un avis de recherche par la Sûreté du Quebec. Elle est maintenant exposée dans l’église de Montebello, son alma mater, à côté de la cloche de la première église du village. 
Sources :
- Inventaire des lieux de culte, Fondation du patrimoine religieux du Québec, http://www.lieuxdeculte.qc.ca (consulté le 30 décembre 2007)
- Propos de Jacques Gendron, Françoise Giroux, Henriette Durocher et Murielle Boucher, membres de la Fabrique, été 200

ttp://www.diocesegatineau.org/fr/news-item/communique-paroisse-saint-fidele-de-fassett (consulté le 3 mai 2018).

### Le cimetière Saint-Fidèle
Anciennement, à plus d'un kilomètre au nord du village dans la montagne, existait un cimetière catholique dit cimetière ancestral. Situé sur un terrain de la compagnie Fassett Lumber, il fut acheté pour un dollar (1 $) en janvier 1916. Considéré trop loin du village, il semble qu’il était sous-utilisé, les anciens préférant être enterrés dans les lots familiaux au cimetière de Montebello.
L'actuel cimetière Saint-Fidèle sur la rue Principale, béni le 2 octobre 1932, fut emménagé sur un lot donné par la famille de Régis Boucher, le propriétaire de la grande maison avoisinante datant du début du XXe siècle. L’abbé Paul Courte, curé de Fassett de 1924 à 1925, y fut enterré en 1934 et un calvaire érigé la même année sur sa tombe. Le caveau sert de charnier pour entreposer les cercueils en hiver en attendant que le sol dégèle pour l’enterrement.
Considéré comme un fils de la paroisse, le chanoine Allen Kemp (1904-1991) est également inhumé sous le calvaire; ses parents sont enterrés dans ce cimetière. Ordonné prêtre en 1929, le Chanoine Allen servira à L’Orignal, à Hull et à l’Archevêché d’Ottawa avant de servir dans l’armée canadienne en Europe comme aumônier militaire de 1940 à 1945. Après la guerre, il retournera à l’Archevêché, puis il sera nommé curé de Vankleek Hill en 1952 et de Fassett en 1979. À sa retraite en 1980, il ira vivre dans la maison ancestrale des Kemp à Notre-Dame-de-Bonsecours où il terminera ses jours. Il était le fils d'Alexandre Kemp dit Alec (1866-1946) qui fut maire de Notre-Dame-de-Bonsecours de 1910 à 1917.
Du côté ouest du cimetière, adossées à la clôture, se trouvent une croix de métal avec une inscription quasi illisible (Rocher 1912, trouvée sur le site de l'ancien cimetière et transférée v. 1940), deux croix blanches en bois aux inscriptions en lettres dorées : André-Jean Beauchamp 1920 et L’Inconnu 1920; cette dernière tombe serait l’endroit où furent inhumés les restes humains de l’ancien cimetière. Plus près du calvaire, trois autres croix blanches : Edmond Millette (d. 1964), Pat Lajoie (d. 1965) et Louis Dumont (d. 1965).
À la suite de la dissolution de la paroisse Saint-Fidèle de Fassett en 2018, la gestion du cimetière a été confiée à la corporation épiscopale Les Jardins du Souvenir de Gatineau. Les anciennes statues en plâtre de l’église ont rejoint le calvaire en août 2019 installées par les Jardins du Souvenir qui les avaient en entreposage.
Sources : Propos de Rachel et Richard Thomas, Gilles Fontaine et Françoise Giroux, résidents de Fassett en août 2006 et en mai 2020. Voir: http://www.bv.transports.gouv.qc.ca/mono/1087019.pdf consulté le 14 juillet 2012 et le 28 février 2013 et 
http://www.diocesegatineau.org/fr/news-item/communique-paroisse-saint-fidele-de-fassett consulte le 3 mai 2018.

### La croix de chemin

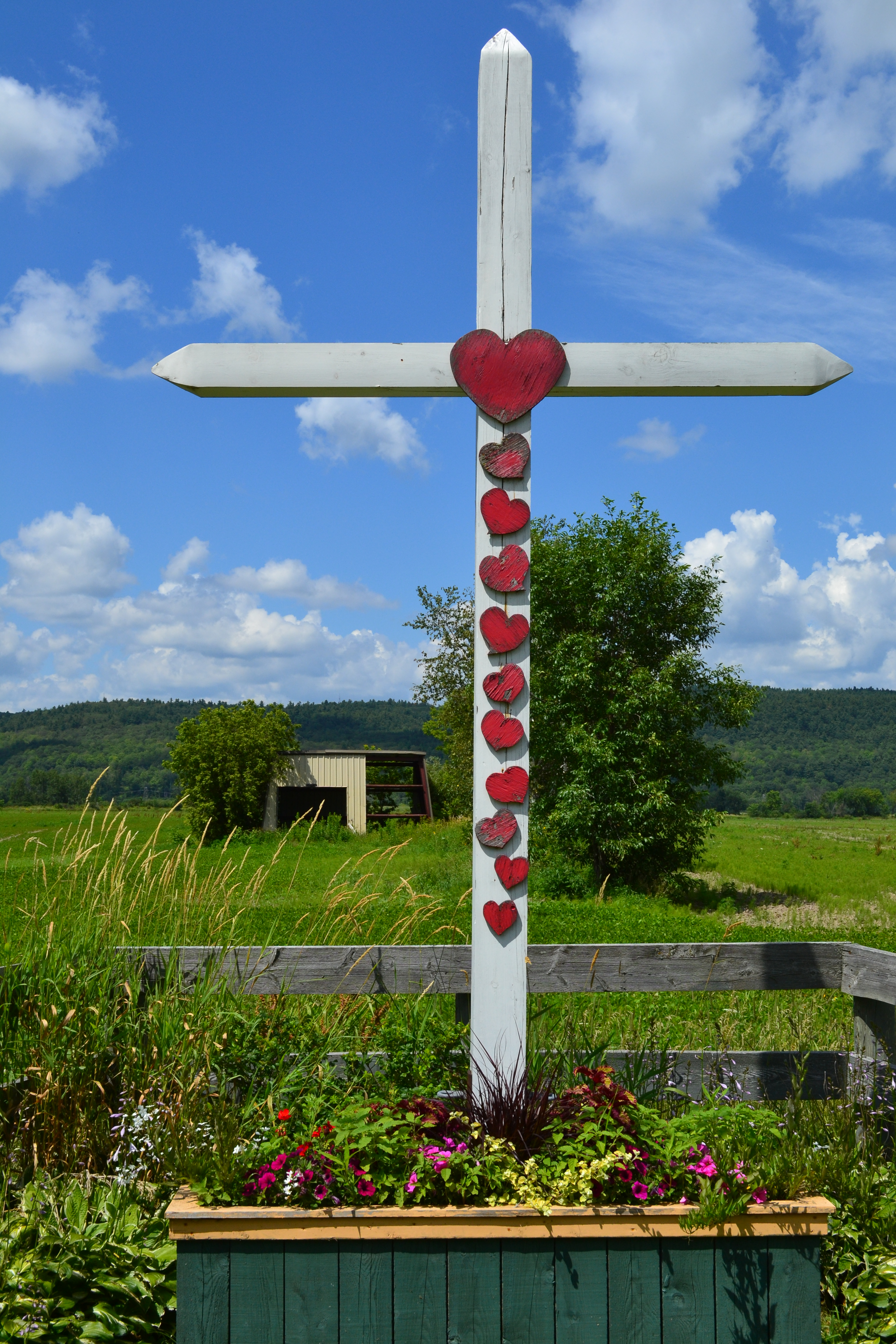
La croix de chemin de la route 148

La croix de chemin de la rue Principale (route 148) est située à l’est du village, du côté nord de la route 148 et de biais avec l’ancienne petite école de rang. La croix de bois peinte en blanc comporte quelques éléments décoratifs datant des années 1990, un gros cœur rouge à la croisée et sur le poteau principal, dix cœurs rouges de plus en plus petits qui descendent vers le sol et qui sont venus s'ajouter au fil des ans.
Une croix simple constitue l'expression la plus rudimentaire d’une forme d'art. La tradition de planter une croix fut transmise par les premiers colons français et le phénomène amorcé vers 1740 continua de proliférer jusqu’au XXe siècle. Bien des croix et des calvaires étaient érigés comme lieux de rassemblement paroissial et de prière; d’autres, pour commémorer une présence ou un événement, demander ou remercier l’intervention divine.
La croix de chemin de Fassett est élevée à la suite d'un événement marquant. En 1913, Ernest Boucher, 18 ans, et son frère Émile, 16 ans, travaillent aux champs; c’est le temps des foins. Comme il commence à pleuvoir, ils décident de rentrer. Ça sent l’orage. Assis sur le tas de foin dans la charrette tirée par un cheval, ils voient de gros nuages noirs courir sur la rivière. Le tonnerre se met à gronder et c’est alors que la foudre frappe et les projette par terre. Autour d’eux, des vaches sont étendues, foudroyées. Blessés, les deux frères rentrent à la maison tant bien que mal. Ernest aura de la difficulté à s’en remettre, le choc électrique lui ayant traversé le corps. Il se compte quand même chanceux et croit en la divine Providence car il sait que lui et son frère auraient pu mourir sur place. Toussaint Boucher père, homme timide et pieux, dressera une croix (la 1re) sur sa terre pour remercier Dieu d’avoir épargné ses fils; il mourra 40 ans plus tard, le 20 juillet 1953.
À l’époque des retraites, des religieux missionnaires parcourent les routes de campagne pour prêcher la parole de Dieu. Les hommes révèlent leur ardeur religieuse en fabriquant des croix de bois, petites et grandes, les petites pour les maisons et les voitures, et les grandes pour les chemins. En 1955, les frères Ernest et Émile Boucher assistent à la retraite. Guidés par la foi et la piété, et en souvenir de leur père, ils refont une nouvelle croix (la 2e) pour remplacer celle de Toussaint; ils iront en procession avec d'autres paroissiens planter leur croix non loin de l’endroit où ils avaient eu la vie sauve (313, Route 148).
À l'automne 2009, la croix des Boucher est à nouveau remplacée (la 3e), l'emplacement bien défini par une clôture et le fossé comblé pour rendre le site facilement accessible, corvée entreprise par un petit groupe de villageois à la façon d'autrefois.
Même s’il existe encore de nombreuses croix de chemin dans la région, il importe de les conserver pour garder dans la mémoire collective ce volet de notre culture populaire.

### L’ancien magasin Gendron
Au début du XXe siècle, l’actuelle rue Gendron forme une croix avec la route rurale no 1 (maintenant la route 148) communément appelée la rue principale. En 1906, le quartier des affaires de la municipalité se limite à deux rues.
La première propriétaire en titre de l’édifice actuel, au 59 rue Principale, est dame Ferdinand Thomas, Annie Corrigan pour les intimes. Plusieurs terrains de cette partie du village lui appartiennent. Il est probable que son mari Ferdinand a érigé cette bâtisse à la fin du XIXe siècle pour loger sa nombreuse famille et parenté.
En avril 1907, la bâtisse est vendue à Léon Bisson, le beau-frère des Thomas. Plusieurs propriétaires se succèdent ─ Lajoie, Chalut, Carrière, Lacroix ─ avant qu’elle ne soit achetée le 19 mars 1914 par Nelson Chénier. Cet ancien hôtelier de Montebello repart en affaires comme marchand général après avoir perdu tous ses biens et immeubles dans le grand feu de Montebello qui a détruit une partie du village le 2 août 1913. Il demeurera cinq ans à Fassett avant de partir vivre à Montréal et travailler dans l’hôtellerie.
Quelques jours avant Noël 1919, Édouard Gendron (1870-1940) achète le magasin général qu’il opère durant près de vingt ans. En devient propriétaire en janvier 1938, son fils aîné Charlemagne (1903-1985), un homme imposant en stature et en autorité bien qu’il boite depuis l’enfance des suites de la poliomyélite. Il est membre fondateur de la Chambre de commerce de Montebello en 1943, maire de Fassett de 1947 à 1953, marguiller, maître d’œuvre de la Tombola et organisateur pour le parti libéral fédéral durant de nombreuses années. Son commerce, boucherie, épicerie et quincaillerie, est florissant. En 1982, il vend le magasin à son neveu, Daniel Casavant qui le garde vingt ans. Le magasin change peu à peu de vocation; de boutique–atelier d’artisanat et de cadeaux, il devient la Pension Jalna en 1985.
Mais le nom Magasin Gendron reste toujours présent dans l’esprit des gens et continue d’être utilisé comme point de repère. Imprégné dans les vieux murs, le futur nom apparaît évident car il ne se laisse pas oublier ce sacré Charlemagne. Dès le 24 août 2007, l'édifice s’appellera, pour quelques années du moins, Auberge Charlemagne (2008-2012) et servira ainsi de salle de spectacle et de réception avec hébergement. En 2014, son nouveau propriétaire devient famille d’accueil pour personnes intellectuellement déficientes.
Sources : Propos des familles Gendron, Villeneuve, Sanchez entre 2006 et 2018.

### L’ancien Hôtel Racicot
Raphael Racicot, le douzième enfant de Marie-Émilie Marcotte et de Charles Racicot, naît à Montebello en 1857. Il se marie le 9 août 1880 avec Angélina Thomas dit Tranchemontagne (1859-1948), fille de François-Xavier et de Émelie Schetagne qui habitent Fassett (le 60 rue Principale). Attirés par le travail disponible dans les chantiers de bois aux États-Unis, Raphael et Angélina vivront entre 1891 et 1897 près de Boston où ils ont de la famille. Raphaël et Angélina auront 10 enfants; les 4 derniers naîtront aux États-Unis dont Charles en 1893.
La famille de Raphaël Racicot revient au Canada vers 1897, à Hawkesbury d’abord et vers 1902, à Fassett. En 1905, Raphaël fait bâtir par son beau-frère Ferdinand Thomas, — 1er maire de Fassett en 1918 — une maison de pension qui deviendra connue sous le nom de l’Hôtel Racicot bien qu’un panneau indique Hôtel Central R. Racicot, prop. Plusieurs anciens l’appellent toujours l’Hôtel Racicot.
Alice, une des filles de Raphaël, vivra au New-Jersey avec son époux américain John Collins French épousé le 15 août 1921, un chimiste pour la Standard Chemical de Fassett, qu’elle a rencontré alors qu’il logeait à l’hôtel de son père. Ils auront 2 fils, Raymond qui deviendra arbitre dans la National Football League (NFL) et Georges qui a fait carrière dans l’armée américaine.
Durant tout ce temps, Mme Raphaël s’occupe de l’hôtel avec l’aide de son fils Henri (1888-1948) marié à Eugénie Bourgeois. Beaucoup d’étrangers affectés à la construction du complexe Lucerne-in-Quebec en 1929 chambraient à Fassett et à Papineauville car à Montebello, il n’y avait plus de place et le curé avait suggéré à ses paroissiens d’ignorer les gens qui ne parlaient pas le français. À Fassett, ce n’était pas le cas. Mme Raphaël, qui n’avait pas la langue dans sa poche, menait l’hôtel à sa façon; aux gars réchauffés, elle disait : «That’s enough, go to bed ». «Yes mama » répondaient-ils.
Charles Racicot travaille d’abord avec sa mère; il épouse Sophie Daoust (1898-1982) de Lefaivre le 24 septembre 1919. Ils se sont rencontrés alors qu’elle travaillait en face de l'hôtel, au magasin général Marchessault (transformé depuis longtemps en garage et marina). Huit enfants sont issus de ce mariage : Noëlla, Yvette, Yvon, Georgette, Jean-Claude et les triplés nés en 1938, Jean-Yves, Jean-Paul et Jean-Guy, ce dernier étant le seul survivant de cette branche des Racicot et toujours résident de Fassett.
Charles acquiert le magasin général Marchessault en 1930 et le vend aux Parisien en 1936; il y tiendra le bureau de poste de 1934 à 1936, succédant à Annie Thomas. Le bureau de poste reviendra aux Thomas en août 1936. En 1937, Charles Racicot achète le bureau, les bâtiments et les terres de la Fassett Lumber et en 1945, ceux de la Standard Chemical. Ensuite, il achète l’hôtel de la succession et le cède à son fils Yvon en 1951; Jean-Paul, un des triplés, y travaille comme serveur.
En 1984, Yvon ‘’Pichette’’ Laviolette et son épouse Nicole, employés retraités du Fairmont Château Montebello, achètent l'ancien hôtel qui quitte alors la vocation hôtelière pour devenir bar et restaurant, le Bar Salon Pichette, ouvert tous les jours du matin jusqu’au soir. À l’automne, au moment de la chasse, on y tient le concours annuel du plus grand panache de chevreuil et d’orignal. Avis à ceux qui aiment se faire taquiner!
L’aspect extérieur de cette bâtisse donne toujours cette impression d’un hôtel ancestral bien que le revêtement extérieur soit de facture récente et que la grande galerie ait été démolie pour faire place au rechaussement et à l’agrandissement de la rue principale. En 1998, après des transformations, le Grill Room devient une salle à dîner de 40 places appelée La Table à Mamie puisque la propriétaire Nicole, mamie de cinq petits-enfants, se met aux fourneaux du mercredi au dimanche aidée de sa fille Josée au service.
En 2012, des rénovations sont apportées à la bâtisse par de récents propriétaires et un an plus tard, Le Rafiot, un nouveau restaurant voit le jour. En 2017, la nouvelle administration adopte un nouveau nom, La Barque et procède à des changements extérieurs sur le thème de l’eau. S’ajouteront en 2018 les soupers-spectacles aux activités du restaurant. En mai 2021, à la suite des difficultés causées par la pandémie de covid-19, l’emplacement change totalement de mission et devient la garderie Les Petits Matelots.
Sources : Propos de la famille Racicot, Jean-Guy et Jean-Yves, été 2006; de la famille Laviolette, été 2009; du couple Céré et Laviolette à l'automne 2012 et en septembre 2013; et du couple Gougeon et Lavergne en mai 2018 et en mai 2021.